# Port lotniczy Krasnokamiensk
Port lotniczy Krasnokamieńsk (ICAO: UIAE) – port lotniczy położony 7 km na południe od Krasnokamieńska, w Kraju Zabajkalskim, w Rosji.